# Iris Barry
Iris Barry (Birmingham, 28 de março de 1895 — Marselha, 22 de dezembro de 1969) foi uma crítica de cinema e curadora britânica.